# Thomas Lawley (MP)
Thomas Lawley (falecido em 1559), de Much Wenlock, Shropshire, foi um membro do parlamento inglês e comerciante.
Ele foi um membro (MP) do Parlamento da Inglaterra por Much Wenlock em 1547 e em março de 1553.